# Comté de Bond
Le comté de Bond, en anglais : Bond County, est un comté de l'État américain de l'Illinois.

## Comtés voisins
|                  | Comté de Montgomery |                  |
| Comté de Madison | comté de Bond       | Comté de Fayette |
|                  | Comté de Clinton    |                  |

## Démographie

Pyramide des âges du comté de Bond (2000).

Lors du recensement de 2010, le comté comptait une population de 17 768 habitants. Elle est estimée, en 2017, à 16 948 habitants.

## Transports
- Interstate 70
- U.S. Route 40
- Illinois Route 127
- Illinois Route 140
- Illinois Route 143